# Talne
Talne (Oekraïens: Тальне) is een stad in oblast Tsjerkasy, Oekraïne. De stad ligt 142 km ten zuidwesten van het oblastcentrum Tsjerkasy in de vallei van de rivier Hirskyj Tikytsch en strekt zich uit over het aangrenzende plateau.

## Bevolking
Op 1 januari 2022, kort voor de Russische invasie van Oekraïne in 2022, telde Talne naar schatting 12.839 inwoners. Het aantal inwoners vertoont al meerdere jaren een dalende trend: in 1989, kort voor het uiteenvallen van de Sovjet-Unie, had de stad nog 17.169 inwoners.
| 1923   | 1926   | 1939   | 1959   | 1970   | 1979   | 1989   | 2001   | 2010   | 2022   |
| ------ | ------ | ------ | ------ | ------ | ------ | ------ | ------ | ------ | ------ |
| 10.187 | 10.654 | 11.935 | 12.948 | 14.187 | 15.679 | 17.169 | 16.388 | 14.526 | 12.839 |